# Centre de sécurité et de développement pharmaceutique (Finlande)
Le centre de sécurité et de développement pharmaceutique (finnois : Lääkealan turvallisuus- ja kehittämiskeskus ou Fimea) est une agence du Ministère des Affaires sociales et de la Santé en Finlande.

## Présentation
Fimea est une agence gouvernementale relevant du Ministère finlandais des affaires sociales et de la santé qui supervise les médicaments, les produits sanguins et les tissus biologiques et développe l'industrie pharmaceutique pour la santé de la population.
Son siège est situé dans le parc scientifique de Kuopio.